# Ambon, Morbihan

Ambon este o comună în departamentul Morbihan, Franța. În 1 ianuarie 2022 avea o populație de 2.091 de locuitori.